# Iurreta
Iurreta – gmina w Hiszpanii, w prowincji Biskaja, w Kraju Basków, o powierzchni 18,84 km². W 2011 roku gmina liczyła 3884 mieszkańców.